# Wellbach (Queich)
Der Wellbach ist ein Bach im Pfälzerwald (Rheinland-Pfalz), der nach knapp 13 km langem, insgesamt etwa südsüdöstlichem Lauf kurz vor Rinnthal von links in die obere Queich mündet, einen linken Nebenfluss des Rheins.

## Name
Der Wellbach wurde im Jahr 828 als Myltbach erstmals schriftlich erwähnt. Das Bestimmungswort des Namens leitet sich von einem althochdeutschen Personennamen *Milo ab.

## Geographie

### Verlauf
Der Wellbach entspringt am Ostfuß des 608,3 m hohen Eschkopfs auf 491 m Höhe und fließt in südliche bis südöstliche Richtungen. Dabei passiert er Hofstätten, das als Ortsteil und nördliche Gemeindeexklave von Wilgartswiesen rechts auf der Höhe in einer Rodungsinsel liegt, während der zugehörige Wohnplatz Häusel mit zwei oder drei Häusern sich nah am rechten Unterhang befindet. Es ist dies neben dem Landauer Wohnplatz Fassendeich, der weniger als einen halben Kilometer abwärts am linken Hang liegt, der einzige Siedlungsplatz im sonst unbesiedelten Tal, das bis zum Zulauf des Kaltenbachs auch auf dem Grund bewaldet bleibt. Dort setzt nach ungefähr drei Vierteln des Laufes auf nunmehr unter 210 m eine breite Wiesenaue ein.
Nachdem der Wellbach zuletzt die Bundesstraße 10 (Pirmasens–Landau) unterquert hat, mündet er weniger als einen halben Kilometer oberhalb der Ortsgrenze von Rinnthal auf 193 m Höhe von links in die Queich, deren stärkster Nebenfluss er ist.
Der knapp 13 km lange Lauf Wellbachs endet ungefähr 298 Höhenmeter unterhalb seiner Quelle, er hat somit ein mittleres Sohlgefälle von etwa 23 ‰.
Der Wellbachursprung liegt im Landkreis Südwestpfalz. Der Bach bildet in seinem Oberlauf zum Teil die Gemarkungsgrenze der Stadt Landau, die im Pfälzerwald über ausgedehnte Waldgebiete verfügt. Seine Mündung hat der Wellbach im Landkreis Südliche Weinstraße.
Die Bundesstraße 48 (Johanniskreuz–Rinnthal) folgt dem gesamten Bachlauf.

### Zuflüsse
Zu den direkten Zuflüssen von der Quelle zur Mündung gehören:
- Bach aus dem Mosistal (rechts), ca. 0,8 km
- Bach vom Saukopf (rechts), ca. 0,8 km
- Bach aus dem Heckenteich (links), ca. 0,4 km
- Flachsbach (rechts), ca. 2,9 km
- Bach aus der Wolfenteich (rechts), ca. 0,5 km
- Langeckbach (links), ca. 0,9 km
- Freimersheimertalbach (links), ca. 2,3 km
- Bach vom Husarenbrunnen (links), ca. 0,2 km
- Eiderbach (rechts), ca. 2,4 km
- Großer Fischbach (links), ca. 0,9 km
- Kleiner Fischbach (links), ca. 1,1 km
- Rotsuhlbach (rechts), ca. 0,3 km
- Kaltenbach (rechts), ca. 5,7 km
- Freischbach (rechts), ca. 5,7 km
- Langenbächel (links), ca. 1,8 km